# 鳴海町警察
鳴海町警察（なるみちょうけいさつ）は、かつて愛知県愛知郡鳴海町（現:名古屋市緑区）に存在した自治体警察である。

## 概要
旧警察法公布により、従来の愛知県警察部が解体され、1948年（昭和23年）3月7日に鳴海町域を管轄する鳴海町警察が発足した。
1951年（昭和26年）の警察法一部改正で、各地で自治体警察の廃止が相次いだ中でも鳴海町警察は存続した。
1954年（昭和29年）7月に新警察法が公布され、国家地方警察と自治体警察は姿を消し、新たに都道府県警察として愛知県警察が発足した。このため、愛知県の町では唯一自治体警察が存続していた鳴海町警察も愛知県警察に統合。国家地方警察愛知地区警察署に事実上吸収されたかたちで、愛知県愛知警察署が発足した。
旧鳴海町域に現在ある緑警察署は、1974年（昭和49年）8月に愛知警察署から独立して発足したものである。

### 警察署
- 鳴海町警察署